# Das Märchen vom Mann im Monde

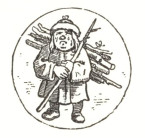
Holzschnitt, Ludwig Richter

Das Märchen vom Mann im Monde ist ein Märchen. Es steht in Ludwig Bechsteins Deutsches Märchenbuch an Stelle 32 (1845 Nr. 33).

## Inhalt
Gott in Menschengestalt mahnt einen Holzträger, den Sonntag zu ehren. Der wehrt ab, Sonntag oder „Mondtag“ sei egal. Da verwünscht ihn Gott, ewig als Mann im Mond zu stehen.

## Herkunft
Bechstein notiert „Mündlich“. Die Quelle ist laut Hans-Jörg Uther nicht zu ermitteln, Rolf-Rüdiger Schneiders Dissertation verweise auf Johann Peter Hebels Der Mann im Mond. Es handelt sich offenbar um eine Erklärungs- und Warnsage vom Ursprung des Mondgesichts, ähnlich Grimms Der Mond bzw. Die Kornähre.